# 특허소송

### 특허소송
특허권에 대한 침해 문제를 해결하기 위한 소송.

### 특허권
① 특허법에 의하여 발명을 독점적으로 이용할 수 있는 권리이다.
② 특허권의 존속기간은 특허출원일로부터 20년으로 한다.(특허법 제88조)
③ 특허를 받고자 하는 자는 특허출원서를 특허청장에게 제출하여야 한다.(특허법 제42조)
④ 특허로 등록되기 위해선 산업상 이용 가능성, 신규성, 진보성이라는 세 가지 조건을 충족하여야 한다.(공공질서나 선량한 풍속을 해치고 공중위생을 저해하는 발명은 제외됨.)

### 특허권자[1]
① 특허권자는 물건의 특허발명에 있어서의 그 물건을 생산·사용·양도·대여·수입 또는 전시하는 권리를 독점하고, 방법의 발명인 경우에는 그 발명을 사용하는 권리를 독점하며, 물건을 생산하는 방법의 발명인 경우에는 그 방법에 의하여 생산한 물건을 사용·양도·대여·수입 또는 전시하는 권리를 독점하다.(특허법 제100조)
② 특허출원 당시 그 특허출원된 발명의 내용을 알지 못하고 국내에서 그 발명의 실시사업을 하고 있던 자 등은 계속하여 그 사업을 할 수 있다.(특허법 제103조)
③ 특허권자는 그 권리를 양도할 수 있다.(특허법 제99조)
④ 특허권자는 타인에게 전용실시권 또는 통상실시권을 허락할 수 있다.(특허법 제100조, 제102조)

### 특허청
특허청은 그 출원이 요건을 갖추어졌는지와 각종의 개시요건을 충족하는지의 여부를 따져 특허권 부여 여부를 결정한다. 

특허청

### 특허법

#### 1. 목적[2]
㉠ 발명을 보호ㆍ장려하고 그 이용을 도모함으로써 기술의 발전을 촉진하여 산업발전에 이바지.
㉡ '발명의 보호'와 '발명의 이용'
㉢ 새로운 발명에 대한 동기를 부여.
㉣ 공개된 발명을 이용하여 새로운 발명을 많이 창출할 수 있도록 유도.

#### 2. 특허요건[3]
① 산업상 이용 가능성(특허법 제29조 제1항) : 발명이 특허를 받기 위하여서는 그 발명이 이용할 수 있는 것이어야 한다. 이것은 특허법의 목적이 산업발달에 있는 것이니 만큼 당연한 것이라고 할 수 있다. 우리 특허법이 요구하고 있는 산업상 이용가능성은 일반적으로 대륙법계 국가에서 특하요건으로 규정하고 있는 것이다. 
② 신규성, 진보성 : 특허제도는 발명자가 자신의 발명을 영업비밀로 숨겨놓지 아니하고 공개하도록 유도함으로써 일반 공중의 이용 및 기술 개발을 촉진시키고 동일 기술에 대한 불필요한 이중투자를 방지하여 사회·경제적 이익을 도모하고자 하는 제도이다. 따라서 그 기술은 기존에 존재하지 아니한 새로운 것이어야 하고(신규성), 종래의 기술보다 개량·진보된 것이어야 한다.(진보성)
③ 선출원발명 : 선원주의는 자신의 발명을 누구보다도 먼저 사회에 공개하여 사회이익에 기여한 자에 대한 반대급부로서 독점권인 특허권을 부여한다는 취지에 입각한 제도이고, 따라서 선원주의에서는 특허권을 발명의 공개에 대한 반대급부로 본다. 선발명주의는 특허권을 발명 자체에 대한 사회적 반대급부로 보는 것으로, 비록 출원에 있어 늦었다 하더라도 발명을 한 자는 그 발명으로 인하여 이미 산업발달에 기여한 점이 있으므로 그러한 발명가를 보호하여야 한다는 것이다. 우리 특허법은 제29조 제3항 및 제4항에서 제36조의 미비점을 보충해 주고 있는 바, 제36조의 규정을 '선출원 또는 선원의 지위'라고 부르고 제29조 제3항, 제4항을 이른바 '확대된 선원의 지위'라고 부른다.

제29조(특허요건) ① 산업상 이용할 수 있는 발명으로서 다음 각 호의 어느 하나에 해당하는 것을 제외하고는 그 발명에 대하여 특허를 받을 수 있다.
1. 특허출원 전에 국내 또는 국외에서 공지(公知)되었거나 공연(公然)히 실시된 발명
2. 특허출원 전에 국내 또는 국외에서 반포된 간행물에 게재되었거나 전기통신회선을 통하여 공중(公衆)이 이용할 수 있는 발명
② 특허출원 전에 그 발명이 속하는 기술분야에서 통상의 지식을 가진 사람이 제1항 각 호의 어느 하나에 해당하는 발명에 의하여 쉽게 발명할 수 있으면 그 발명에 대해서는 제1항에도 불구하고 특허를 받을 수 없다.
③ 특허출원한 발명이 다음 각 호의 요건을 모두 갖춘 다른 특허출원의 출원서에 최초로 첨부된 명세서 또는 도면에 기재된 발명과 동일한 경우에 그 발명은 제1항에도 불구하고 특허를 받을 수 없다. 다만, 그 특허출원의 발명자와 다른 특허출원의 발명자가 같거나 그 특허출원을 출원한 때의 출원인과 다른 특허출원의 출원인이 같은 경우에는 그러하지 아니하다.
1. 그 특허출원일 전에 출원된 특허출원일 것
2. 그 특허출원 후 제64조에 따라 출원공개되거나 제87조제3항에 따라 등록공고된 특허출원일 것
④ 특허출원한 발명이 다음 각 호의 요건을 모두 갖춘 실용신안등록출원의 출원서에 최초로 첨부된 명세서 또는 도면에 기재된 고안(考案)과 동일한 경우에 그 발명은 제1항에도 불구하고 특허를 받을 수 없다. 다만, 그 특허출원의 발명자와 실용신안등록출원의 고안자가 같거나 그 특허출원을 출원한 때의 출원인과 실용신안등록출원의 출원인이 같은 경우에는 그러하지 아니하다.
1. 그 특허출원일 전에 출원된 실용신안등록출원일 것
2. 그 특허출원 후 「실용신안법」 제15조에 따라 준용되는 이 법 제64조에 따라 출원공개되거나 「실용신안법」 제21조제3항에 따라 등록공고된 실용신안등록출원일 것
⑤ 제3항을 적용할 때 다른 특허출원이 제199조제2항에 따른 국제특허출원(제214조제4항에 따라 특허출원으로 보는 국제출원을 포함한다)인 경우 제3항 본문 중 “출원서에 최초로 첨부된 명세서 또는 도면”은 “국제출원일까지 제출한 발명의 설명, 청구범위 또는 도면”으로, 같은 항 제2호 중 “출원공개”는 “출원공개 또는 「특허협력조약」 제21조에 따라 국제공개”로 본다.
⑥ 제4항을 적용할 때 실용신안등록출원이 「실용신안법」 제34조제2항에 따른 국제실용신안등록출원(같은 법 제40조제4항에 따라 실용신안등록출원으로 보는 국제출원을 포함한다)인 경우 제4항 본문 중 “출원서에 최초로 첨부된 명세서 또는 도면”은 “국제출원일까지 제출한 고안의 설명, 청구범위 또는 도면”으로, 같은 항 제2호 중 “출원공개”는 “출원공개 또는 「특허협력조약」 제21조에 따라 국제공개”로 본다.

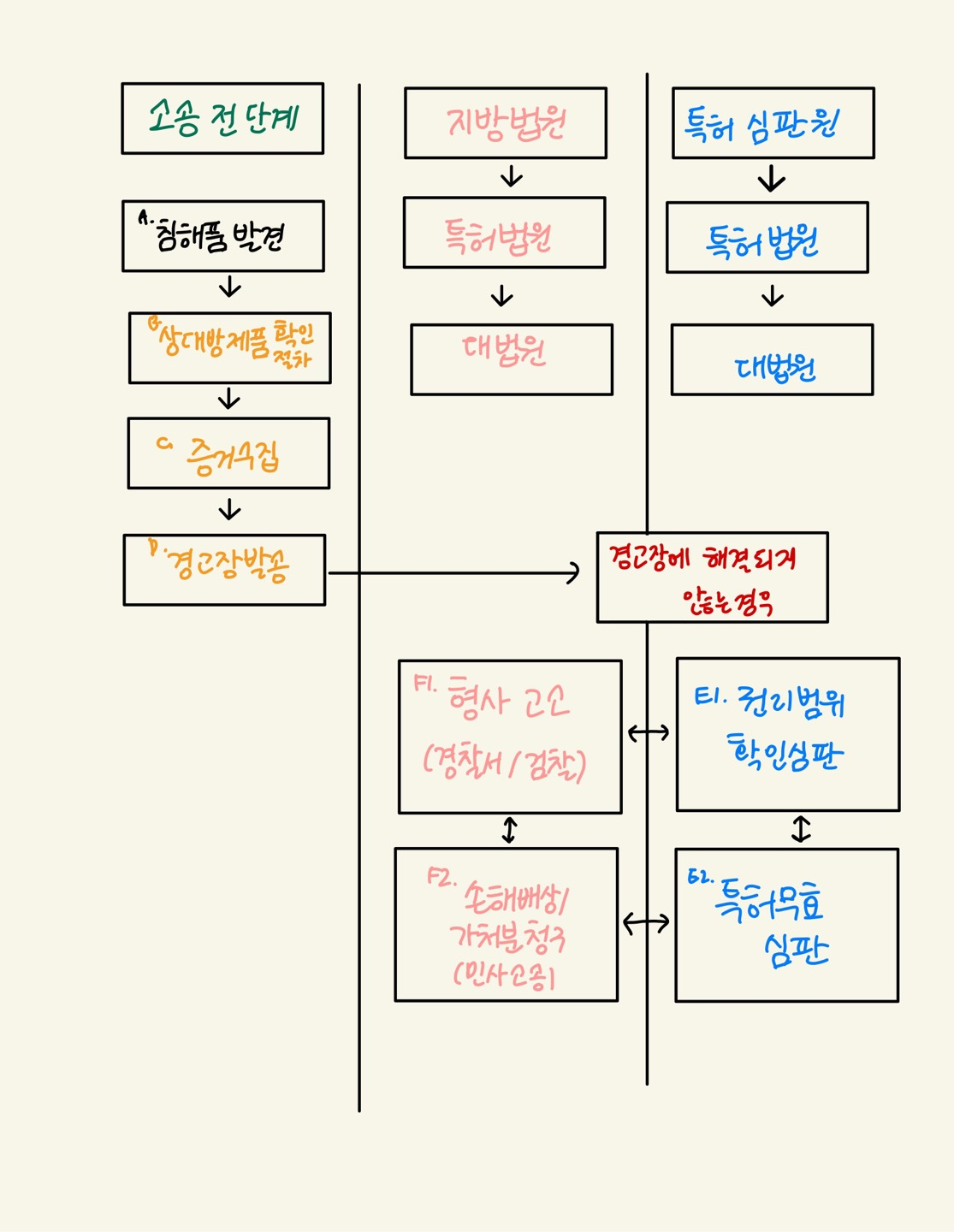
특허소송의 절차

⑦ 제3항 또는 제4항을 적용할 때 제201조제4항에 따라 취하한 것으로 보는 국제특허출원 또는 「실용신안법」 제35조제4항에 따라 취하한 것으로 보는 국제실용신안등록출원은 다른 특허출원 또는 실용신안등록출원으로 보지 아니한다.

### 특허소송의 절차[4]
A. 침해품 발견
B. 상대방 제품 확인 절차
C. 증거 수집
D. 경고장 발송
E1. 권리범위확인심판
E2. 특허무효심판
F1. 형사고소(경찰서/검찰)
F2. 손해배상/가처분 청구(민사소송)
특허소송의 간단한 절차 소개
소송제기 : 특허권자는 특허 침해를 주장하는 상대방에 대해 법적인 조치를 취하기 위해 특허소송 제기.
소장 및 응답 : 피고인은 소장을 작성하여 자신의 입장을 설명하고 특허 침해 주장에 대해 반론 가능.
증거 및 검토 : 양측은 각자의 증거를 제출하고, 증인 진술, 전문가 증언 등을 통해 그 유효성 주장. 법정은 제출된 증거를 검토하고 판단.
평결 : 판사는 양측의 주장과 제출된 증거를 고려하여 판결. 특허 침해가 인정되면 피고인은 특허권자에 대한 손해배상이나 특허 침해 행위의 중단을 명령 받음.

### 특허소송의 제소[5]
가. 특허법원에 소를 제기하려면 우선 소장을 작성하여 제출하여야 합니다.
소장은 본인이 직접 작성하거나 변호사나 변리사 등에 의뢰하여 작성할 수 있습니다.
특허법원에서는 소장양식을 특허와 민원창구에도 비치해 놓고 있습니다.
나. 특허소송의 제소기간은 특허심판원ㆍ품종보호위원회의 심결문ㆍ결정문송달 받은 날로부터 30일입니다.
다. 심결취소소송의 원고는 심판(재심)사건의 당사자, 참가인 또는 당해 심판(재심)에 참가신청을 하였으나 그 신청이 거부된 자로 한정됩니다. 
결정계 심판사건의 경우 심판 청구인이, 당사자계 심판사건의 경우 불리한 심결을 받은 심판청구인 또는 심판청구인이 원고가 됩니다.
참가인은 타인의 심판절차의 계속 중 당사자 일방에 들어가 심판절차를 수행한 자로서 심결취소소송의 원고가 될 수 있습니다.
라. 심결취소소송의 피고는, 결정계 심판사건의 경우 특허청장이, 당사자계 심판사건의 경우 상대방인 심판청구인 또는 피심판청구인이 피고가 됩니다. 

### 소장의 필요적 기재사항[6]
가. 소장에는 당사자와 법정대리인, 청구의 취지와 원인을 적어야 합니다.
나. 당사자가 개인인 경우에는 성명과 주소, 주민등록번호를, 당사자가 법인 또는 법인 아닌 사단이나 재단인 경우에는 상호 또는 명칭, 주소, 대표자의 이름을 적어야 합니다.
다. 소송대리인이 있는 경우에는 그의 이름과 주소도 적어야 합니다.
라. 원고 또는 소송대리인의 일과중 연락가능한 전화번호, 팩스번호, 이메일 주소 등도 함께 적어야 합니다.
마. 청구취지는 원고가 소로써 구하는 판결내용으로서 , 심결취소소송의 청구취지는 대체로 아래의 예와 같은 형식을 취하고 있습니다.
1. 특허심판원이 2004. 4. 1. 2004당1234호 사건에 관하여 한 심결을 취소한다.
2. 소송비용은 피고의 부담으로 한다.
바. 청구원인은 원고가 주장하는 권리 또는 법률관계의 성립원인인 사실로서, 심결취소소송의 경우 대개, 특허심판절차 경위, 특허발명의 요지, 심결이유의 요지, 심결취소사유 등을 포함합니다.
사. 소장에는 그 외에도 사건의 표시, 부속서류의 표시, 작성자의 이름(기명날인 또는 서명), 작성연월일, 법원의 표시를 기재합니다.

### 특허소송절차의 특징[7]
1. 준비절차를 통한 집중심리
2. 변론주의
3. 기술심리관
특허법원에는 과학, 기술에 대한 지식을 갖추고 특허청에서 장기간 근무한 경력을 가지거나 일정 자격요건을 갖춘 기술심리관이 있다. 재판부의 승인 아래 준비절차와 변론기일의 심리에 참여 가능하고 재판장 또는 수명법관의 허가 아래 기술적인 사항에 관하여 소송관계인에게 질문 가능하다. 기술적 사항에 관하여 의견 진술도 가능하다.
4. 특허심판장에 대한 소 제기 통지와 판결서 정본 송부
5. 특허심판원장에 대한 소 제기 통지와 판결서 정본 송부

### 판결의 효력[8]
㉠ 특허법원의 재판대상은 특허심판원의 심결 또는 결정입니다. 따라서 특허법원의 판결은 특허심판원의 심결 또는 결정의 취소를 구하는 청구로서 원고의 청구가 이유 없으면 이를 기각하고, 반대로 원고의 청구가 이유 있으면 심결 또는 결정을 취소하는 형식을 취하고 있습니다(특허법 제189조 제1항).
㉡원고의 청구를 인용하는 취소판결이 확정된 때에는 특허심판원이 다시 심리를 하여 심결 또는 결정을 하여야 하는데(특허법 제189조 제2항), 위 취소판결에서 취소의 기본이 된 이유는 그 사건에 대하여 특허심판원을 기속하므로(특허법 제189조 제3항), 특허심판원은 확정판결의 취소 이유와 저촉되는 심결 또는 결정을 할 수 없습니다.

### 특허소송에 관련한 특허법

#### 제9장 소송 <개정 2014. 6. 11.>
제186조(심결 등에 대한 소) ① 특허취소결정 또는 심결에 대한 소 및 특허취소신청서ㆍ심판청구서ㆍ재심청구서의 각하결정에 대한 소는 특허법원의 전속관할로 한다. <개정 2016. 2. 29.>
② 제1항에 따른 소는 다음 각 호의 자만 제기할 수 있다. <개정 2016. 2. 29.>
1. 당사자
2. 참가인
3. 해당 특허취소신청의 심리, 심판 또는 재심에 참가신청을 하였으나 신청이 거부된 자
③ 제1항에 따른 소는 심결 또는 결정의 등본을 송달받은 날부터 30일 이내에 제기하여야 한다.
④ 제3항의 기간은 불변기간으로 한다.
⑤ 심판장은 주소 또는 거소가 멀리 떨어진 곳에 있거나 교통이 불편한 지역에 있는 자를 위하여 직권으로 제4항의 불변기간에 대하여 부가기간을 정할 수 있다.
⑥ 특허취소를 신청할 수 있는 사항 또는 심판을 청구할 수 있는 사항에 관한 소는 특허취소결정이나 심결에 대한 것이 아니면 제기할 수 없다. <개정 2016. 2. 29.>
⑦ 제162조제2항제5호에 따른 대가의 심결 및 제165조제1항에 따른 심판비용의 심결 또는 결정에 대해서는 독립하여 제1항에 따른 소를 제기할 수 없다.
⑧ 제1항에 따른 특허법원의 판결에 대해서는 대법원에 상고할 수 있다.

제187조(피고적격) 제186조제1항에 따라 소를 제기하는 경우에는 특허청장을 피고로 하여야 한다. 다만, 제133조제1항, 제134조제1항ㆍ제2항, 제135조제1항ㆍ제2항, 제137조제1항 또는 제138조제1항ㆍ제3항에 따른 심판 또는 그 재심의 심결에 대한 소를 제기하는 경우에는 그 청구인 또는 피청구인을 피고로 하여야 한다. <개정 2016. 2. 29.>

제188조(소 제기 통지 및 재판서 정본 송부) ① 법원은 제186조제1항에 따른 소 또는 같은 조 제8항에 따른 상고가 제기되었을 때에는 지체 없이 그 취지를 특허심판원장에게 통지하여야 한다.
② 법원은 제187조 단서에 따른 소에 관하여 소송절차가 완결되었을 때에는 지체 없이 그 사건에 대한 각 심급(審級)의 재판서 정본을 특허심판원장에게 보내야 한다.

제188조의2(기술심리관의 제척ㆍ기피ㆍ회피) ① 「법원조직법」 제54조의2에 따른 기술심리관의 제척ㆍ기피에 관하여는 제148조, 「민사소송법」 제42조부터 제45조까지, 제47조 및 제48조를 준용한다.
② 제1항에 따른 기술심리관에 대한 제척ㆍ기피의 재판은 그 소속 법원이 결정으로 하여야 한다.
③ 기술심리관은 제척 또는 기피의 사유가 있다고 인정하면 특허법원장의 허가를 받아 회피할 수 있다.

제189조(심결 또는 결정의 취소) ① 법원은 제186조제1항에 따라 소가 제기된 경우에 그 청구가 이유 있다고 인정할 때에는 판결로써 해당 심결 또는 결정을 취소하여야 한다.
② 심판관은 제1항에 따라 심결 또는 결정의 취소판결이 확정되었을 때에는 다시 심리를 하여 심결 또는 결정을 하여야 한다.
③ 제1항에 따른 판결에서 취소의 기본이 된 이유는 그 사건에 대하여 특허심판원을 기속한다.

제190조(보상금 또는 대가에 관한 불복의 소) ① 제41조제3항ㆍ제4항, 제106조제3항, 제106조의2제3항, 제110조제2항제2호 및 제138조제4항에 따른 보상금 및 대가에 대하여 심결ㆍ결정 또는 재정을 받은 자가 그 보상금 또는 대가에 불복할 때에는 법원에 소송을 제기할 수 있다.
② 제1항에 따른 소송은 심결ㆍ결정 또는 재정의 등본을 송달받은 날부터 30일 이내에 제기하여야 한다.
③ 제2항에 따른 기간은 불변기간으로 한다.

제191조(보상금 또는 대가에 관한 소송에서의 피고) 제190조에 따른 소송에서는 다음 각 호의 어느 하나에 해당하는 자를 피고로 하여야 한다.
1. 제41조제3항 및 제4항에 따른 보상금에 대해서는 보상금을 지급하여야 하는 중앙행정기관의 장 또는 출원인
2. 제106조제3항 및 제106조의2제3항에 따른 보상금에 대해서는 보상금을 지급하여야 하는 중앙행정기관의 장, 특허권자, 전용실시권자 또는 통상실시권자
3. 제110조제2항제2호 및 제138조제4항에 따른 대가에 대해서는 통상실시권자ㆍ전용실시권자ㆍ특허권자ㆍ실용신안권자 또는 디자인권자

제191조의2(변리사의 보수와 소송비용) 소송을 대리한 변리사의 보수에 관하여는 「민사소송법」 제109조를 준용한다. 이 경우 “변호사”는 “변리사”로 본다.

### 특허심판[9]
직무상 독립된 3인 또는 5인의 심판관 합의체가 준사법적인 절차에 따라 공정하고 신속하게 특허분쟁을 해결하는 편리한 제도이다.
산업재산관(특허 · 실용신안 · 디자인 · 상표)의 발생 · 변경 · 소멸 및 그 권리범위에 관한 분쟁을 해결하기 위한 특별행정심판을 말하며, 특허심판(거절결정 불복심판, 무효심판, 권리범위 확인심판 등)은 전문적인 기술지식과 경험이 필요하기 때문에 특허청 소속 특허심판원에서 하고 있다.
일반법원은 산업재산권 관련 침해금지, 손해배상 소송 등의 특허침해소송을 담당하고 특허심판원은 산업재산권의 발생, 소멸 및 그 효력범위에 관한 분쟁을 담당한다.
특허심판도 일반심판처럼 3심제도로 운영되고 있다. 1심은 특허심판원에서 특허심판, 2심은 특허법원에서 심결취소소송, 3심은 대법원에서 상고심으로 진행한다.

### 특허심판의 종류[10]
① 결정계 심판: 특허출원에 대한 거절결정과 같은 심사관의 처분에 불복하여 청구하는 심판으로 청구인만이 존재하는 심판. (거절결정 등에 대한 심판, 정정심판(특허·실용신안))
② 당사자계 심판: 이미 설정된 권리에 관련한 당사자의 분쟁에 대한 심판으로 청구인과 피청구인이 존재하여 당사자 대립구조를 취하는 심판. (무효심판, 권리범위 확인심판, 통상실사권 허락의 심판, 등록취소심판(상표))

### 특허 관련 직업군[11]
특허 분야 공무원 : 특허청, 기술고시, 행정고시, 7급 공무원 등
전문가적 그룹 : 변호사, 변리사, 기술심리관, 특허법원 판사, 특허심사관 등
지식재산법학자 : 로스쿨교수, 연구원 등
협회 : 국제특허연수부, 지식재산법학회
1. ↑  “특허권”. 2023년 5월 31일에 확인함.
2. ↑  “지적재산권-특허권”. 2023년 3월 31일에 확인함.
3. ↑  “지적재산권-특허권”. 2023년 5월 31일에 확인함.
4. ↑  “특허침해소송 과정과 단계별 유의점”. 2021년 6월 30일. 2023년 5월 31일에 확인함.
5. ↑  “개요 - 특허소송의 제소안내 - 특허 - 전자민원센터”. 2023년 5월 31일에 확인함.
6. ↑  “개요 - 특허소송의 제소안내 - 특허 - 전자민원센터”. 2023년 5월 31일에 확인함.
7. ↑  “특허소송절차의 특징 - 특허 - 전자민원센터”. 2023년 3월 31일에 확인함.
8. ↑  “특허소송절차의 특징 - 특허 - 전자민원센터”. 2023년 3월 31일에 확인함.
9. ↑  “특허심판원”. 2023년 3월 31일에 확인함.
10. ↑  “특허심판원”. 2023년 5월 31일에 확인함.
11. ↑  “지적재산권-특허권”. 2023년 5월 31일에 확인함.